# آلیسون استوکه
آلیسون ربکا استوکه (زبان محلی :Allison Rebecca Stokke) (متولد مارس ۲۲، ۱۹۸۹) است که آمریکا و میدانی ورزشکار و تناسب اندام. او تعدادی از رکوردهای دبیرستان‌های آمریکا را شکست. در سن هفده سالگی، تصاویری از او به‌طور گسترده‌ای در اینترنت به اشتراک گذاشته شد و در نتیجه او به یک پدیده اینترنت تبدیل شد. او از طریق اینترنت به نماد جذابیت تبدیل شد در سطح ملی و بین‌المللی.
آلیسون پرش با نیزه را در دانشگاه کالیفرنیا در برکلی ادامه داد:و در تیم خرس‌های طلایی دانشگاه به رقابت پرداخت. پس از کالج او یک شخص حرفه‌ای در ورزش پرش با نیزه و مدل ورزشی برای شرکت نایک شد.